# Revue archéologique de l'Ouest
Pour les articles homonymes, voir Rao.
La Revue archéologique de l'Ouest, siglée Rao, est une revue scientifique annuelle à comité de lecture fondée en 1984.

## Description
Elle est éditée par l’Association pour la diffusion des recherches archéologiques dans l’Ouest de la France (association loi de 1901). C'est l'une des huit revues interrégionales subventionnées par le ministère de la Culture,. Elle publie des travaux originaux sur l'archéologie des époques préhistoriques et historiques dans l'Ouest de la France ou en rapport avec les anciennes régions Bretagne, Haute-Normandie, Basse-Normandie et Pays de la Loire.
La revue est disponible en accès libre sur le site OpenEdition Journals. Les publications antérieures à 2005 sont accessibles sur le portail Persée.